# Demansia reticulata
Espèce
Synonymes
- Lycodon reticulatus Gray, 1842
- Demansia psammophis reticulata (Gray, 1842)

Demansia reticulata.

Demansia reticulata est une espèce de serpents de la famille des Elapidae.

## Répartition
Cette espèce est endémique d'Australie-Occidentale. 

## Publication originale
- Gray, 1842 : Description of some hitherto unrecorded species of Australian reptiles and batrachians. Zoological Miscellany, vol. 2, p. 51-57 (texte intégral).